# 1945年澳門
|        | 澳門歷史 \| 澳門歷史年表                                                                                                   |
| 世紀： | 19世紀澳門 \| 20世紀澳門 \| 21世紀澳門                                                                                     |
| 年代： | 1910年代澳門 \| 1920年代澳門 \| 1930年代澳門 \| 1940年代澳門 \| 1950年代澳門 \| 1960年代澳門 \| 1970年代澳門               |
| 年份： | 1941年澳門 \| 1942年澳門 \| 1943年澳門 \| 1944年澳門 \| 1945年澳門 \| 1946年澳門 \| 1947年澳門 \| 1948年澳門 \| 1949年澳門 |
| 紀年： | 乙酉年（鸡年）、澳門開埠392周年                                                                                            |

1945年澳門，葡屬澳門政府雖仍對外宣稱在第二次世界大戰保持中立，惟1月暗中出售燃料予大日本帝國，遂觸發美軍大舉空襲澳門（一一·六空袭），其後再於2月至7月期間施襲數次，造成人命傷亡及財物損毀，導致葡萄牙政府多次譴責抗議。8月，日本投降使二戰結束，澳門各界於9月初狂歡慶祝，工商界休業3日，公務員亦特別放假一天。10月，中國各界出現要求收回香港及澳門的聲音，而9月底中國國民政府外交部歐洲司提出處理澳門的幾種對策，包括收回澳門為「徹底辦法」，更曾一度派出國民革命軍封鎖關閘，禁止糧食輸入澳門，至11月國府外交部認為應先解決香港主權問題後才處理澳門主權問題，又指收回澳門時機尚未成熟，事件遂暫告一段落。航運安全亦在本年引起社會各界關注，先有多宗船隻在澳門或附近水域被炸沉事故，10月中華民國國慶前夕更發生澳門史上最嚴重的交通慘劇，行走廣州至澳門的「廣源渡」客輪深夜途經外港時撞石翻側沉沒，釀成約300人罹難，中國國民黨澳門支部為此召開全澳航業界會議，議定5項航運安全法，並決定成立澳門航業社團，以加強海上安全保障。

## 大事記

### 1月
- 1月1日，公共救護隊轉歸市政廳，併入消防隊。[1]
- 1月16日上午約9時半，美國海軍得知澳葡政府準備將新口岸水上飛機庫庫存部份燃料售予日本後，派遺美國空軍第38特遺小分隊7架飛機對澳門進行首次空襲。飛機除低飛用機槍掃射新口岸一帶外，還向新口岸飛機庫及黑沙環電力局車房附近之澳門電台投下數枚炸彈，引起建築物燃燒，濃煙彌漫整個南灣一帶。下午3時45分，美軍再次向新口岸飛機庫投彈達10多分鐘後向東北方飛去，澳督戴思樂、經濟局長的座駕汽車亦遭到損毀。不久飛機再次折回，對黑沙環澳門電台等地投彈，並沿電力局車房、望廈、高士德大馬路、松山、新口岸一帶低飛掃射。美軍主要目標是摧毀位於澳門半島外港的原海軍機場的機庫，擔心那裡停放的飛機和汽油落到日本人手裡，故先後兩次對停放了6架飛機的新機庫進行轟炸，所有飛機被炸毀，馬交石炮台亦遭轟炸破壞。轟炸中，停泊於青洲海面的澳葡政府運糧船葡萄牙號遭襲擊，一名工人中彈身亡。事發後，澳門政府立即通報葡萄牙政府，並強調這種行為違反戰爭法例。美國政府為此表示歉意，並向陸軍當局查明原因。是日轟炸共造成1死5傷[2]。1月18日，葡萄牙駐廣州領事館發表聲明，譴責美軍於1月16日先後三次轟炸澳門。[3]
- 1月20日，為響應籌募難民學童經費，當時的澳門女歌星在清平戲院義演，籌得一萬餘澳門元。[4]

### 2月
- 2月3日，日本駐澳門領事館首任領事福井保光及書記官朝比奈泰暉於東望洋山做完早操返回領事館途中在連勝馬路遭兩名華人槍擊，福井翌日傷重死亡、朝比奈則身受重傷，事發後澳葡政府全力配合偵查，惟毫無頭緒，繼任領事的岩井英一[5]除聘用衛隊達50人外，亦提出四點要求，包括逮捕犯人、澳督有責任維持治安、對死傷者予以賠償及對日本人今後安全予以保障。岩井還支持南京日本軍司令部以保護僑民為名去佔領澳門，但最終因缺乏具體實施步驟而不了了之。日軍則從廣東對澳門實行懲罰性封鎖，造成澳門市面食糧短缺，再次引致澳門發生饑荒。[6]
- 2月24日，「中華籃排球協會」在澳門成立。[1]
- 2月25日上午10時50分，一架美軍戰機在內港避風塘上空低飛，用機槍掃射葡萄牙號輪並投彈數枚，槍擊造成1死4傷[7]，事後發現青洲及逸園跑狗場均有炸彈爆炸痕跡。下午4時，澳督戴思樂表示不明白市內遇襲原因，並會向葡萄牙政府匯報事件。2月26日，葡萄牙政府對美軍再次破壞國際法向美國政府提出嚴重抗議[8]。

### 3月
- 3月10日，駐澳葡軍在東望洋山至氹仔東南端一帶進行地對海實炮演習。[9]
- 3月23日，日本外務省致電日本駐里斯本公使館，要求跟進福井被殺案，公使建議葡方無需賠償，認為意義不大。公使會見葡萄牙外交部秘書長時要求澳門政府全力緝兇，追查幕後指使，大力監控破壞份子及保護日本駐澳門官員和公民。秘書長則指由於日方無法指出澳門政府中有任何官員牽涉此案，故不會撤換政府職員。澳門著名歷史學家文德泉認為福井之死是日本駐澳特務機關關長澤榮作收買刺客所為，澤榮作其時為領事館武官，並負責領導日軍在澳門特務組織，且夥同日駐澳特務機關特工隊長從事販賣武器、軍用物資及操縱米市等非法交易。福井多次試圖阻止這些黑社會生意，因而與澤榮作結怨。案發後，澤榮作散佈謠言，稱福井被殺乃國民黨特務所為。隨時間推移，日本內部予以自行解決，此事遂不了了之。[10]

### 4月
- 4月7日，廣州怡祟行飛翔號輪船運送食米在外港碼頭附近被一架盟軍戰機擊沉，船上19人喪生。[11]
- 4月21日上午約8時，由澳門出發前往廣州的客輪南海丸在駛經海心沙時遭美軍空襲[12]，先是一連4次機槍掃射，繼而連續投彈3枚，船尾中彈，由於船身小，輪船立即沉沒，釀成50餘死120餘傷[13]。
- 4月29日，為慶祝日皇壽辰，日本駐澳門領事岩井英一在澳門舉行慶祝招待宴會，邀請了二三十名華人名流、富商出席，並籌募日本駐澳門領事館經費。

### 5月
- 5月2日，澳門至廣州貨輪「榮華一號」被美軍炸沉。[14]
- 5月15日，行走澳門至廣東省的「華興」號機動帆船駛往澳門途中被海上船隻襲擊，1死1傷。[15]
- 5月20日，鏡湖醫院改組，實行院長負責制，改變此前長期的鬆散狀態，由柯麟出任首位院長。柯履新後進行多項改革，使鏡湖最終成為一所正規化的大型醫院。
- 5月23日，澳門出現抗戰以來第3次糧食恐慌期，因日軍封鎖澳門，再次出現食米短缺，導致米價暴漲，5月20日每擔米漲至280澳門元，民間組成的「平抑米價委員會」在經濟局局長羅保、貿易局司理梁基浩面前當面指責政府將食米定價過高。由於該會對澳門米價的干預，導致5月24日澳門米價急跌，每擔米價在一日內暴跌至60.7澳門元。
- 5月31日，海運二號輪在駛近澳門時被美機炸沉，全船30餘人死傷失蹤過半。[16]

### 6月
- 6月11日下午約1時，4架美機意圖襲擊停泊在青洲附近海面之葡國商輪「馬士弼」號，向青洲附近投擲炸彈3枚，2枚落在地面爆炸，1死2傷；同日下午3時半，再有數架美機來襲，目標為路環島，投擲炸彈完畢後又以機槍掃射，結果僅4名市民受傷，而當日的兩次轟炸共造成7萬澳門元之損失。[17]
- 6月12日，澳門著名商人兼華人代表梁後源向澳門政府提出辭去華人代表一職，稍後又宣佈其所經營的同德源記銀號停業，並將其名下19幢物業變賣。[18][19]

### 7月
- 7月2日－7月16日，為解決澳門糧食供應問題，澳門政府派遣軍需處處長賈拉度赴廣州談判，澳門地區糧食主要靠外地供應，每月米糧由中山縣輸入最多。經過數天周旋，粵澳雙方同意續米約，且每月輸澳米量增一倍，達到4萬擔。
- 7月5日，美軍再度空襲，導致幾名平民傷亡，且對澳門濟貧院造成嚴重損毀。儘管美國聲稱是次轟炸是意外，惟葡萄牙政府仍向美國政府提出賠償要求。美國參議院後來承認轟炸中立國的錯誤，並支付葡萄牙20,255,952美元的賠款。[20]
- 7月8日，強烈熱帶風暴蘭茜登陸陽江（路徑圖），澳門當局懸掛七號風球（今八號風球）[21]，無傷亡。
- 7月23日，熱帶風暴蓓姬登陸汕尾（路徑圖），澳門當局並未發出熱帶氣旋信號，無受傷報告。

### 8月
- 8月10日，颱風昆妮登陸茂名（路徑圖），香港天文台於8月7日[22]至8月10日[23]懸掛一號風球[[[Wikipedia:格式手册/链接#章節|錨點失效]]]，澳門當局並未發出熱帶氣旋信號，無受傷報告。
- 8月9日，文藝周刊《迅雷》面世。
- 8月11日，澳門市民得知日本接受波茨坦公告並無條件投降後，群情激動，嗚放鞭炮，以示慶賀。澳門警察廳認為此行為違反中立立場，數百人因此被捕，並發佈嚴禁特異舉動及燃放鞭炮的告示。[24]
- 8月13日，鑒於歐洲戰爭結束而太平洋戰爭持續，澳督戴思樂於上午11時接見各報社代表，表示日葡邦交友好關係與戰前相同，而澳門方面則務必繼續維持中立立場，否則違背中立報道之報章將予停刊。
- 8月14日，大量食米運到澳門，致米價狂瀉，每擔最低見109澳門元。
- 8月18日，澳督戴思樂就抗戰勝利在電台發表致澳門廣大市民的文告，贊頌澳門居民在太平洋戰爭艱苦的歲月中，忍受着物質短缺和精神痛苦，堅持團結、合作和自信精神，樂觀地克服和抵抗幾乎無法解決的困難，並且承認政府雖然對民間的援助不足，但澳門居民仍能團結一致，渡過難關。[25]
- 8月19日，滯留澳門的日軍及偽軍被解散，並乘西安輪離開澳門。
- 8月26日，颱風戴絲掠過華南沿岸[26]，澳門當局於8月24日至8月25日懸掛一號風球[26]，無受傷報告。
- 8月28日－8月30日，為慶祝日本投降，知名畫家高劍父在新馬路與南灣街交界處的「利為旅大酒店」地下舞廳舉辦「慶祝世界和平畫展」。

### 9月
- 9月2日：
  - 颱風海倫橫過台灣北部，其外圍環流為澳門帶來雷雨[25]，本澳及香港當局並未發出熱帶氣旋信號，無受傷報告。
  - 為慶祝日本投降，全澳工商界放假狂歡及慶祝3天，政府公務員更特別放假一天。當日雖滂沱大雨，雷聲大作，但仍然有超過10萬人湧上街頭慶祝。人們在街頭載歌載舞，舞獅揮旗遊行，澳門主要的華人領袖發表戰爭結束和抗戰勝利的演說。議事亭前地擠滿數千人觀看舞獅，在市政廳禮堂內，澳督、澳門主教、各級官員和社會知名人士等也聚首一堂慶祝。[25]
- 9月3日，僑胞慶祝抗戰勝利，正午12時召開大會，晚上舉行提燈巡遊。大會向僑胞及社會各界人士籌得38,144,868澳門元善款。
- 9月24日，熱帶風暴溫黛登陸雷州半島（路徑圖），皇家香港天文台懸掛香港重光後首個一號戒備信號，澳門當局並未發出熱帶氣旋信號，無受傷報告。[27]

### 10月
- 10月2日，強颱風珍妮橫過台灣西南部海域（路徑圖），與澳門保持超過500公里距離，本澳氣象部門懸掛五號風球（今八號風球），無受傷報告。[28]
- 10月6日，澳門與菲律賓之間的電訊恢復。同日，澳門與香港間的郵遞服務恢復。

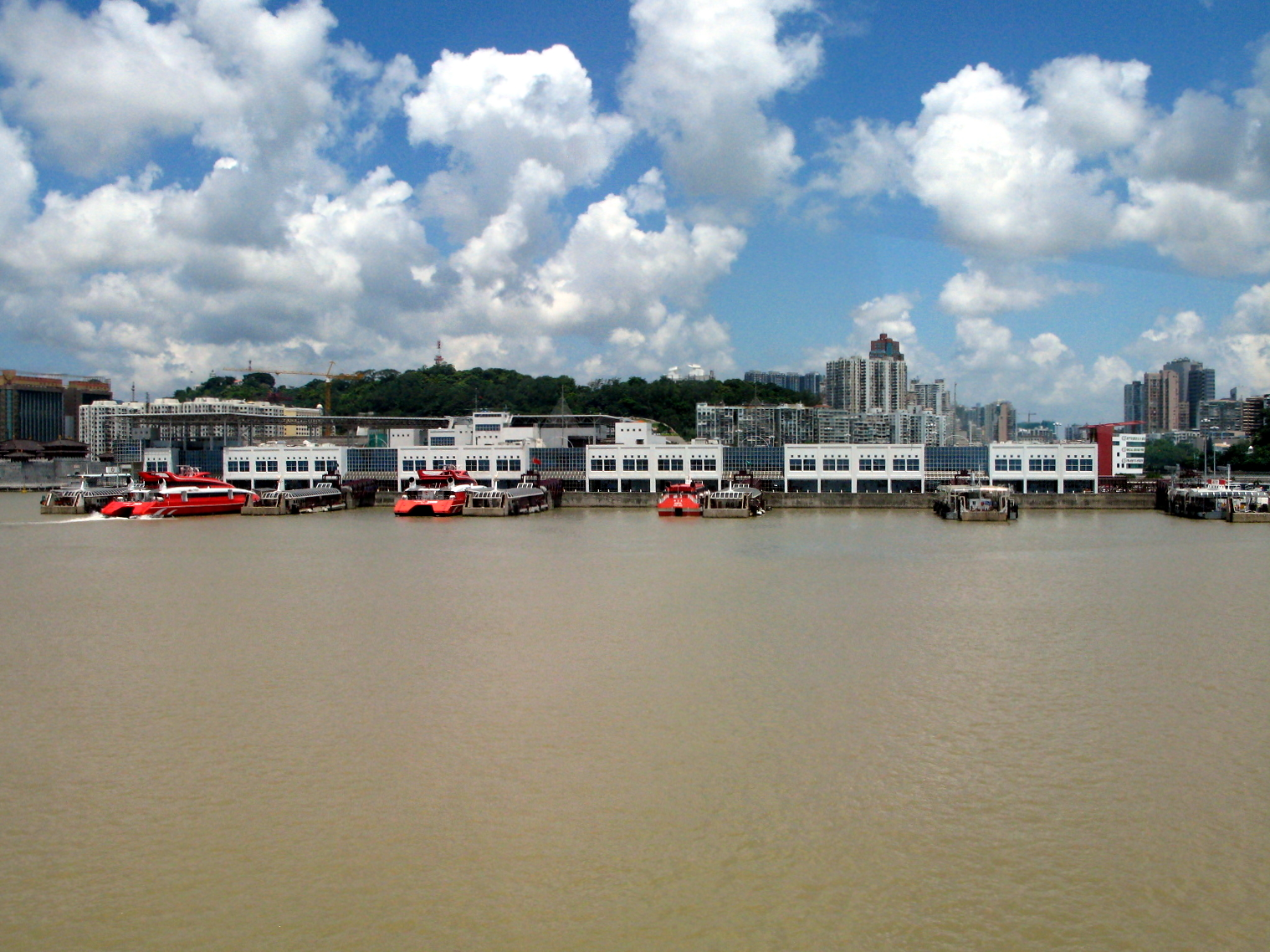
導致數百人喪生的海域

- 10月9日晚上11時半，行走於廣州及澳門之間的廣源渡客輪深夜途經澳門新口岸外港時撞石翻側沉沒，船上大多數人來不及逃生，釀成約300人罹難，成為澳門史上最嚴重的海難。[29]

### 11月
- 11月4日，關閘附近一個火藥罐爆炸，4死3傷[30]。
- 11月24日，中國外交部仍本着一貫主張，認為解決香港問題後再處理澳門問題。外交部長王世杰致函蔣介石，指現階段收回澳門時機尚未成熟，建議暫緩處理。12月1日，蔣復電同意。[31]
- 11月29日晚上9時，由澳門開往廣東省的客貨輪昌明號駛至九洲洋海面時，誤觸水雷爆炸沉沒[32]，釀成52人喪生、21人獲救生還慘劇[33]。

### 12月
- 12月1日，澳門記者公會正式成立，取消「新聞協會」原名。
- 12月12日，針對在澳門的漢奸將資產變賣或轉移隱藏之現象，國民黨中央黨部駐澳專員向澳門商民重申，凡隱匿收藏或冒名代替漢奸財產者，處5年以下有期徒刑。
- 12月16日，駐澳葡海軍士兵多人與廣東省駐澳辦事處官員及159師軍官在澳門鬧市因語言誤會引起衝突，雙方互相追打，中途有市民聲援國軍，並圍堵到場維持秩序的葡警，其間有中國軍官拿槍對抗，後被葡警制服。事後有平民和國軍受傷入院。12月17日，澳督戴思樂致函中國外交專員唐榴表示歉意，並允諾懲處兇徒，負擔受傷軍民一切住院費用和財物損失，事件平息。[34]

## 生卒人物
- 2月3日出生，劉焯華[35]，曾任澳門立法會主席及全國人大代表。
- 本年出生，李祥立，澳門教育工作者，廣東省政協委員，前任澳門培正中學校長。
- 3月12日逝世，嚴紹漁[36]（57歲），天主教澳門教區望德聖母堂祭司，聖若瑟教區中學第一校創辦人。
- 4月逝世，鮑嘉琦（32歲），澳門抗戰烈士，在澳門被日軍特務隊長黃公杰殺害。
- 8月22日逝世，崔諾枝（78歲），澳門著名慈善家、實業家。

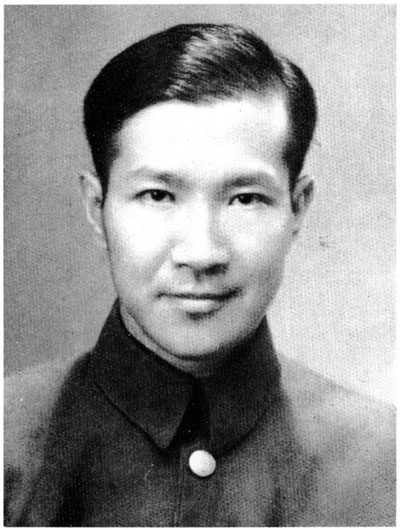
在澳門出生的中國作曲家、鋼琴家冼星海，因肺結核而病逝莫斯科，年僅40歲。由於他一生貢獻給人民和音樂，故有「人民音樂家」稱號。為紀念這位音樂巨匠，澳門新口岸文化中心旁的新建道路命名為冼星海大馬路

- 10月30日逝世，冼星海[38]（40歲），出生於澳門，近代作曲家、鋼琴家，《黃河大合唱》最廣為人知，曾任教於魯迅藝術學院。